# Abir Al-Sahlani
Abir Al-Sahlani (Basra, 18 maggio 1976) è una politica irachena naturalizzata svedese, europarlamentare nella IX e X legislatura.